# Варниця
Варниця (рос. Варница; рум. Varnița) — село, нині в Аненій-Нойському районі Молдови. Село розташоване на північ від міста Бендери.
За законом невизнаної ПМР «Про адміністративно-територіальний устрій» — входить до складу міської ради м. Бендери Придністровської Молдавської Республіки. 

## Зв'язок з Північною війною
У 1925 на прохання Швеції румунською владою встановлено пам'ятний знак Карлу XII, на місці, де розташовувався третій табір шведського короля, що переховувався в Бендерах від переслідувань Петра I. Також тут помер український державний діяч Іван Мазепа. На приблизному місці його смерті (в декількох метрах від знака Карлу) 1999-го року, до 290-х роковин з дня смерті, за ініціативою Спілки українців Придністров'я та Тираспольського українського товариства «Червона Калина» на чолі з Алісою Кохановою, за сприяння Посольства України у Республіці Молдова, встановлена пам'ятна стела з текстом українською мовою (архітектор О. Нарольський). Територія шведсько-українського табору (на вулиці Карла XII) з цими двома премеморіяльними стелами є територією майбутнього музею (філія одного з кишинівських державних музеїв), про що свідчить встановлений румунською та англійською мовами аншлаг.

## Пам'ятники
У 2018 році поставлено бюст румунського короля Фердинанда I. Автор молдавский скульптор В'ячеслав Жиглицький